# Stazione di Carnia
Stazione di Carnia vasútállomás Olaszországban, Venzone település Carnia nevű frazionéjában.

## Vasútvonalak
Az állomást az alábbi vasútvonalak érintik:
- K.k. Staatsbahn Tarvis–Pontafel
- Carnia-Tolmezzo-Villa Santina-vasútvonal

## Kapcsolódó állomások
A vasútállomáshoz az alábbi állomások vannak a legközelebb:
- Stazione di Venzone (1992–)
- Stazione di Pontebba (1995–)
- Moggio railway station (–1995)
- Venzone railway station (–1992)